# 桑德敦 (密西西比州)
桑德敦（英語：Sandtown）是位於美國密西西比州尼肖巴縣的非建制地區。

## 地理
桑德敦所處的海拔為高於海平面180米（即591英呎），而該地所採用的時區為UTC-6，即北美中部時區（CST）。同時該地設有夏令時間，為UTC-6調快一小時，即UTC-5（CDT）。